# Formica marginata
Formica marginata é uma espécie de formiga do gênero Formica, pertencente à subfamília Formicinae.